# Fushimi (Tennō)

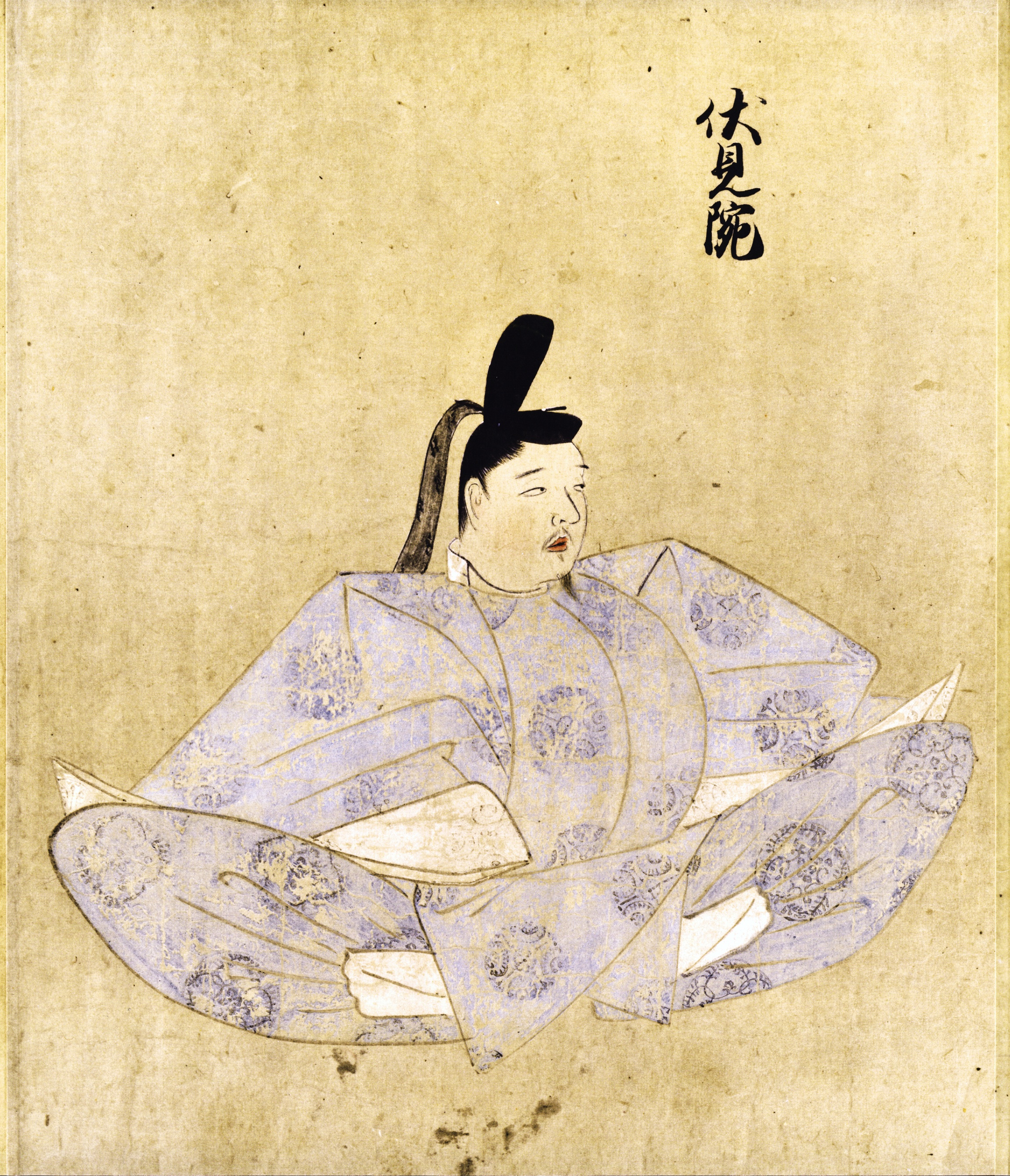
Fushimi

Kaiser Fushimi (jap. 伏見天皇, Fushimi-tennō; * 10. Mai 1265; † 8. Oktober 1317) war der 92. Tennō von Japan (27. November 1287–30. August 1298).
Fushimi regierte vom 27. November 1287 bis 30. August 1298. Die militärische Macht lag jedoch beim Shogunat und der Familie Hōjō, die hinter den Kulissen über die kaiserliche Rangfolge entschied. Sein Nachfolger Kaiser Go-Fushimi war einer seiner Söhne. Sein Eigenname war Hirohito (熈仁).
Er stammt aus Linie Jimyōin-tō (持明院統), die mit der anderen Linie Daikakuji-tō (大覚寺統) um den Thron kämpfte.